# Tokelau
Tokelau este un grup de trei atoli tropicali din Pacificul de Sud, teritoriul aparținând Noii Zeelande. De la nord-vest la sud-est acești atoli sunt: Atafu, Nukunonu și Fakaofo.

## Etimologia
Numele Tokelau este un cuvânt de origine polineziană, semnificând "Vântul Nordului". Denumirea insulele Tokelau a fost adoptat în 1946, iar pe 9 decembrie 1976 a fost restrâns la Tokelau.

## Schimbarea fusului orar
Pentru a se afla în același fus orar cu Australia și Noua Zeelandă, principalii parteneri comerciali din regiune, statul Samoa și insulele Tokelau au decis ca la sfârșitul anului 2011 să procedeze la modificarea Liniei internaționale de schimbare a datei (linia imaginară care separă două zile calendaristice consecutive), prin mutarea lor din vestul teritoriului în estul său. În felul acesta, ziua de 30 decembrie 2011 nu a mai existat, deoarece după ora 23:59 din ziua de 29 decembrie 2011, ora oficială în Samoa și Tokelau a devenit 00:00 în ziua de 31 decembrie 2011. Până la 29 decembrie 2011, Tokelau era cu 21 de ore în urma față de Sidney. Începând cu 29 decembrie, este 3 ore înainte. În felul acesta se revine la situația existentă cu 119 ani în urmă, când comercianții americani au convins autoritățile din Samoa să își alinieze fusul orar la cel pe care se situa Samoa Americană, pentru a facilita comerțul acestora cu California.

## Note

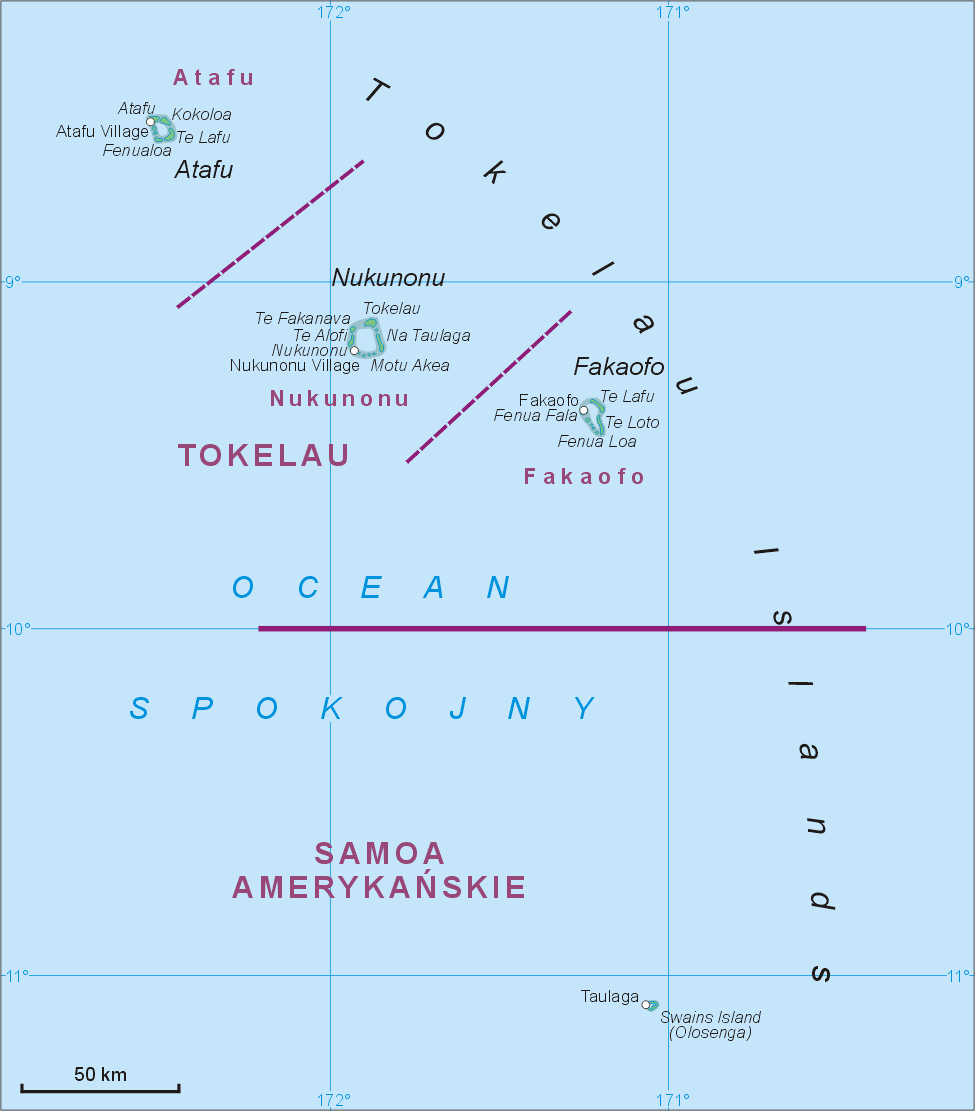
Harta insulelor Tokelau